# Świstak stepowy
Świstak stepowy, bobak (Marmota bobak) – gatunek gryzonia z rodziny wiewiórkowatych (Sciuridae), spokrewniony ze świstakiem alpejskim. Zamieszkuje stepy i górskie łąki w Europie Wschodniej i północno-zachodniej Azji.

## Charakterystyka
Długość ciała tych świstaków waha się pomiędzy 49–57,5 cm, przy masie ciała około 7,3 kg.
Ich umaszczenie zazwyczaj jest jasnobrązowe czasami z rudymi końcówkami. Na czubku głowy posiadają znacznie ciemniejsze barwy. Od strony brzucha są zazwyczaj brązowe(znacznie jaśniejsze niż głowa).
Były zabijane dla cennego futra.

## Odżywianie
Żywią się trawami oraz dzikimi zbożami występującymi na stepie. Jednak nie gardzą żadnym jedzeniem, ponieważ potrzebują  kalorii przed zapadnięciem w sen zimowy.

## Sposób życia
Świstaki stepowe mogą żyć do 15 lat. Są towarzyskie i potrzebują kontaktów społecznych. Tworzą grupy składające się z 2–5 dorosłych osobników oraz 2 do 6 młodych. Na 1 km² może wspólnie żyć 15 takich grup.
Są aktywne w czasie dnia. Spędzają od 12 do 16 godzin na powierzchni. Żyją w norach.